# 1839

## أحداث
- تأسيس مدينة بلدية باتاتايس وتقع حاليا في البرازيل.
- تأسيس مدينة تشينانديغا وتقع حاليا في نيكاراغوا.
- تأسيس مدينة ألبوري وتقع حاليا في أستراليا.
- بداية الحرب المصرية - العثمانية في 1839 والتي انتهت في 1841.
- نهاية الحرب الكارلية الأولى في 1839 والتي بدأت في 1833.
- نهاية حرب الكونفدرالية في 15 أغسطس 1839 والتي بدأت في 28 ديسمبر 1836.
- بداية حرب الأفيون الأولى في 18 مارس 1839 والتي انتهت في 29 أغسطس 1842.
- بداية الحرب الإنكليزية الأفغانية الأولى في 1 مارس 1839 والتي انتهت في 1 أكتوبر 1842.

احتلال عدن من قبل بريطانيا.

## مواليد
- أنتونيو ستارابا
- الياس كار
- بول سيزان
- جامستجي تاتا
- جمال الدين الأفغاني
- جيمس ماسون كرافتس
- حسونة النواوي
- رينه سولي برودوم
- كونستانتين ماكوفسكي
- لودفيغ موند
- محمود سامي البارودي
- موديست موسورسكي
- نعمان المتولي
- هيلير دو شاردوني
- يعقوب صنوع
- يوليوس أويتنج
- أحمد بن أمين عبد الشكور

## وفيات
- الليدي هستر ستانهوب
- محمود الثاني
- محمد حسن خان
- 29 سبتمبر - العالم الألماني فريدريك موس.